# Ракитница (Видинская область)
Ракитница (болг. Ракитница) — село в Болгарии. Находится в Видинской области, входит в общину Брегово. Население составляет 468 человек.

## Политическая ситуация
В местном кметстве Ракитница, в состав которого входит Ракитница, должность кмета (старосты) исполняет Илиян Илиев Бырсанов (коалиция в составе 3 партий: Граждане за европейское развитие Болгарии (ГЕРБ), Национальное движение «Симеон Второй» (НДСВ), Союз демократических сил (СДС)) по результатам выборов правления кметства.
Кмет (мэр) общины Брегово — Милчо Лалов Выков (Болгарская социалистическая партия (БСП)) по результатам выборов в правление общины.